# Trois Ombres

Trois Ombres est une bande dessinée en noir et blanc de Cyril Pedrosa, publiée en 2007 par Delcourt.

## Prix et récompenses
Trois ombres a obtenu le Prix Les Essentiels d'Angoulême au Festival international de la bande dessinée d'Angoulême en 2008[réf. souhaitée].

## Publication
- Delcourt (Collection Shampooing) (2007)  (ISBN 978-2-7560-0470-9)

### Documentation
- Paul Gravett (dir.), « Les années 2000 : Trois ombres », dans Les 1001 BD qu'il faut avoir lues dans sa vie, Flammarion, 2012 (ISBN 2081277735), p. 863.
- « Trois Ombres : au tableau d'horreur », dBD, no 16,‎ septembre 2007, p. 12.
- Cyril Pedrosa (interviewé) et Christophe Steffan, « Pedrosa, la quatrième ombre », dBD, no 16,‎ septembre 2007, p. 60-63.